# کریس بیچ (بازیکن فوتبال، زاده ۱۹۷۴)
کریس بیچ (انگلیسی: Chris Beech؛ زادهٔ ۱۶ سپتامبر ۱۹۷۴) بازیکن فوتبال اهل بریتانیا است.